# Noccaea annua
Noccaea annua là một loài thực vật có hoa trong họ Cải. Loài này được (C. Koch) F.K. Mey. mô tả khoa học đầu tiên năm 1973.